# ZIL-153
Unter der Bezeichnung ZIL-153 (russisch ЗИЛ-153) wurden in den späten 1950er-Jahren im sowjetischen Sawod imeni Lichatschowa (ZIL) eine Reihe von Prototypen eines schwimmfähigen Schützenpanzerwagens gebaut. Insgesamt sollten in einer ersten Vorserie zehn Maschinen entstehen, das Projekt wurde aber vorzeitig abgebrochen. Stattdessen wurde der BTR-60 in Serie gebaut, basierend auf einem ähnlichen Entwurf. Ein vollständiges Exemplar des Fahrzeugs ist in einem russischen Museum erhalten geblieben.
Das Fahrzeug hat konstruktiv nichts mit dem ZIS-153 zu tun, dem Prototyp eines Halbkettenfahrzeugs auf Lkw-Basis, der ein Jahrzehnt zuvor vom gleichen Hersteller gefertigt worden war.

## Fahrzeuggeschichte

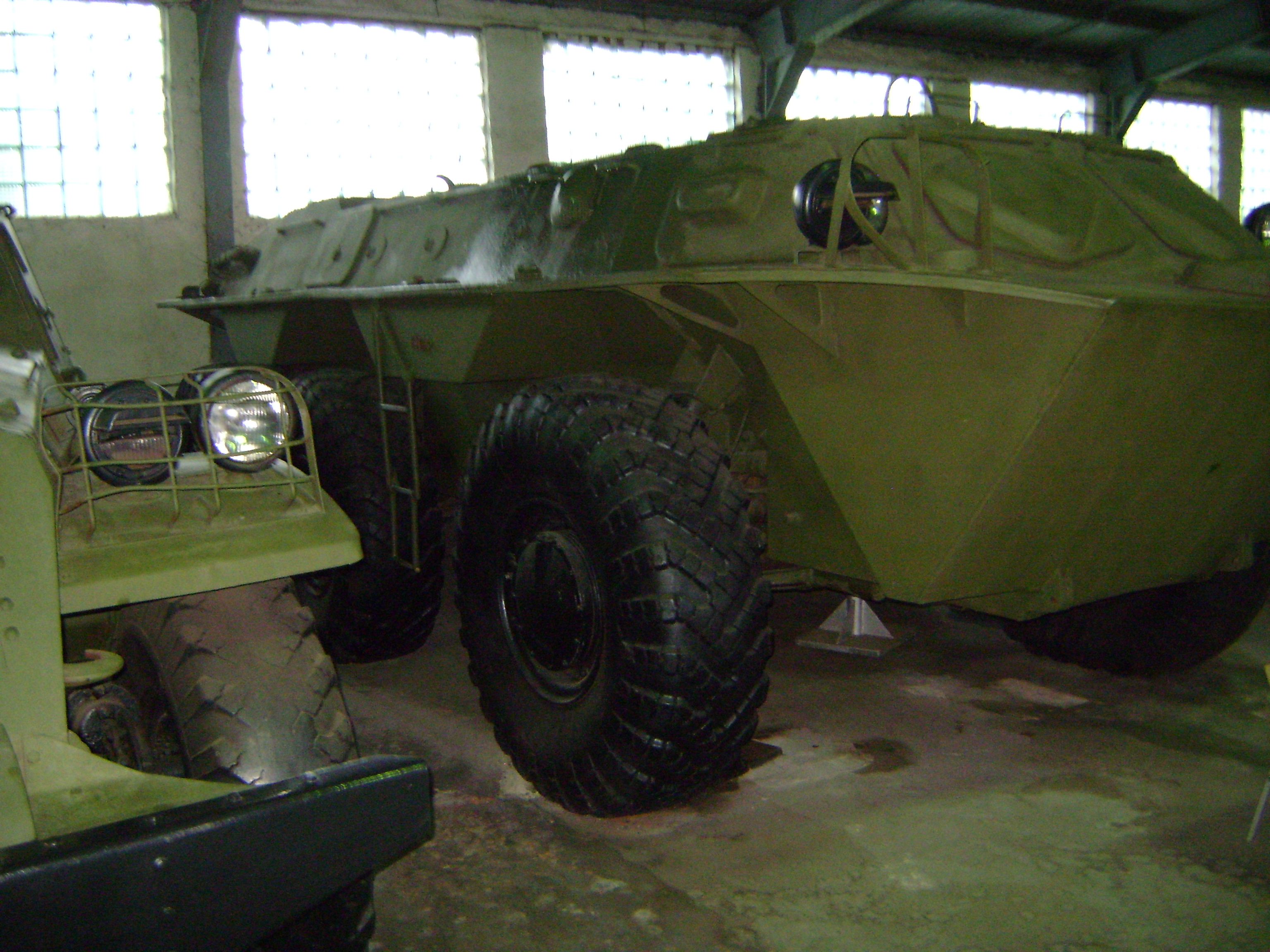
Die andere Seite des gleichen Fahrzeugs (2013)

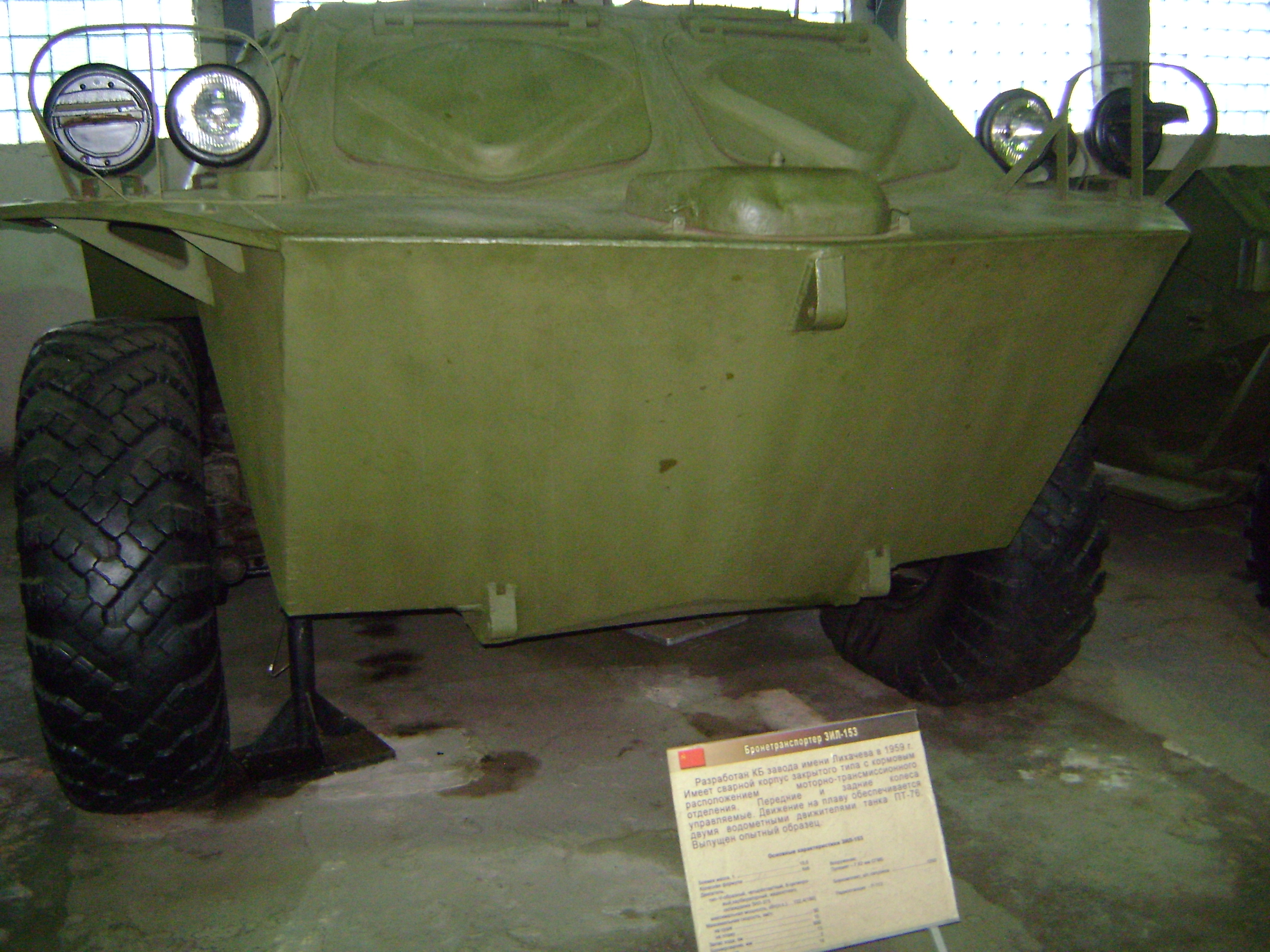
Frontansicht (2013)

Ende der 1950er-Jahre begann in der Sowjetarmee die Suche nach einem Nachfolger für den Schützenpanzerwagen BTR-152. Wesentliche Forderungen waren eine Leistungssteigerung und die Fähigkeit, Gewässer auch ohne vorherige Vorbereitung durchqueren zu können. Unter verschiedenen Konstruktionsbüros beziehungsweise Fahrzeugwerken wurde ein Wettbewerb initiiert und entsprechende Prototypen gefertigt. Darunter waren der GAZ-49 aus dem Gorkowski Awtomobilny Sawod (GAZ), das Objekt 1015 aus dem Kutaisski Awtomobilny Sawod sowie die Entwürfe Objekt 560 und Objekt 560U aus dem Mytischtschinski Maschinostroitelny Sawod (ein Maschinenbauwerk aus Mytischtschi). Außerdem baute auch das Sawod imeni Lichatschowa mit dem ZIL-153 ein entsprechendes Versuchsmuster. Die Planungen begannen 1957 und 1959 wurde der erste Prototyp komplettiert.
Technisch unterschied sich das Fahrzeug erheblich vom BTR-152, der auf dem Lastwagen ZIS-151 basierte. Der neu entwickelte V8-Ottomotor mit sieben Litern Hubraum aus eigener Fertigung, der später viele Jahre serienmäßig im Lastwagen Ural-375 Verwendung fand, wurde im Heck platziert. Die sechs einzeln aufgehängten Räder erhielten alle große Niederdruckreifen, deren Luftdruck zudem über eine Reifendruckregelanlage einstellbar war. Außerdem wurde eine Drehstabfederung verbaut. Das Jaroslawski Motorny Sawod lieferte ein Fünfgang-Schaltgetriebe zu. Das Fahrzeug erhielt weiterhin ein Funkgerät und als Bewaffnung ein Maschinengewehr des Kalibers 7,62 mm vom Typ SGMB. Viele Teile der Konstruktion sind baugleich mit jenen am schweren Lastwagen ZIL-135. Zusätzlich erhielt der Prototyp eine Seilwinde.
Die Tests am Fahrzeug zogen sich bis 1960 hin und wurden erfolgreich abgeschlossen. Obwohl der Prototyp gute Kritiken erhielt, entschied man schließlich, den Entwurf von GAZ unter der Bezeichnung BTR-60 in Serie zu bauen. ZIL hatte zu dem Zeitpunkt bereits zehn Wannen aus geschweißtem Stahlblech fertig gestellt, die jedoch nicht vollendet wurden. Ein erhaltener und kompletter Prototyp steht heute im Panzermuseum Kubinka.
Auf Basis des ZIL-153 gab es Entwürfe für Weiterentwicklungen, die unter den Bezeichnungen Objekt 851 und Objekt 852 liefen. Sie wurden jedoch nicht mehr realisiert.

## Technische Daten
Für den Prototyp ZIL-153.
- Motor: Achtzylinder-Ottomotor (V-Motor)
- Motortyp: ZIL-375, baugleich mit dem im Lastwagen Ural-375
- Leistung: 180 PS (132 kW)
- Hubraum: 6962 cm³
- Verdichtung: 6,5:1
- Drehmoment: 465 Nm
- Kraftstoff: Ottokraftstoff mit mindestens 76 Oktan
- Getriebe: Fünfgang-Schaltgetriebe von JaMZ
- Höchstgeschwindigkeit (Straße): 90 km/h
- Höchstgeschwindigkeit (schwimmend): 10 km/h
- Reichweite: 600 km
- Leistungsgewicht: 13,2 kW/t
- Stärke der Panzerung: 6 – 13 mm
- Bewaffnung: 1 × Maschinengewehr mit Kaliber 7,62 mm vom Typ SGMB, 1250 Schuss Munition
- Antriebsformel: 6×6

Abmessungen und Gewichte
- Länge: 6970 mm
- Breite: 2820 mm
- Höhe: 2130 mm
- Reifendimension: 16,00-20"
- überfahrbare Stufenhöhe: 600 mm
- überschreitbare Grabenweite: 1800 mm
- maximal befahrbare Steigung: 30°
- Gewicht: 10,0 t